# Sukodadi (Bandongan)
Sukodadi is een bestuurslaag in het regentschap Magelang van de provincie Midden-Java, Indonesië. Sukodadi telt 2197 inwoners (volkstelling 2010).